# Marius Barb
Marius Barbone Barb (Barb Marius Vasile, n. 11 mai 1968, Lupșa, județul Alba) este un artist vizual român. Este membru al Uniunii Artistilor Plastici din România. Președintele Filialei de Pictură București al Uniunii Artistilor Plastici.

## Biografie
Barb Marius Vasile s-a născut în satul Lupșa din județul Alba. A absolvit în anul 1986 Liceul de Artă din Cluj-Napoca și în anul 1996, în Bucuresti, Academia de Arte, secția pictură. Din 2009 este Lector univ. Dr. la Univesitatea Națională de Arte București, Facultatea de Arte
Decorative și Design, departamentul, Design. Este membru în comisia de etica al Uniunii Artistilor Plastici România.

## Expoziții (selecție)
- 2020: „Dincolo de alte orizonturi”, expoziție de pictură contemporană realizată de artiști români și britanici, Muzeul de Artă, Palatul Culturii, Iași
- 2013: „Selari 13”, Galeria Simeza, București
- 2012: Salonul de iarnă, Casa Suțu, București
- 2010: Bienala de pictură și sculptură Gherghe Patrascu, Târgoviste
- 2012: Bienala „Ion Andreescu”, Buzău
- 2012: Arte in București, Galeria Căminul Artei, București
- 2012: „Falsa pudoare” – personală ,Galeria Simeza, București
- 2011: Arte in București, Galeria Căminul Artei
- 2010: Salonul de Arta Bucuresti „Orasul”, Galeria Căminul Artei
- 2010: „Artistul la lucru in România”, Galeria Apollo, București
- 2009: „Aegyssus”, Bienala Națională de Artă Contemporană, Tulcea
- 2008: Salonul de pictură și sculptură București, Galeria Apollo, București
- 2008: „Însemne vizuale”, expoziție personală, Galeria Căminul Artei, București
- 2004: Expoziție personală, Galeria Căminul Artei, București
- 2001: Expoziție de grup, Stockholm
- 2000: Târgul Internațional de Artă, Cotroceni
- 1988: Expoziție de grup, Veneția, Casa Iorga
- 1998: Expoziție de grup Viena, Austria
- 1993: Bienala Academiilor Europene de Artă, Maastricht, Olanda

## Premii
- 1998 - Premiul I la Bienala de sculptură și pictură ,,Gheorghe Pătrașcu’’, Târgoviște
- 1998 - Premiul Special acordat de Ministerul Culturii și Identității Naționale
- 2004 - Premiu al UAP (Uniunea Artiștilor Plastici) - Bienala de pictură și sculptură ,,Gheorghe Pătrașcu’’ Târgoviște
- 2014 - Premiul III la Bienala de sculptură si pictură „Gheorghe Petrascu”, Targoviste
- 2013 - Premiul I pentru pictură „Arte în Bucuresti” acordat de UAP Romania
- 2015 - Premiul Special la Bienala de artă contemporană „Aegyssus”, Tulcea
- 2016 - Premiul pentru întreaga activitate artistică - Ministerul Culturii si Identității Naționale
- 2016 - Medalia „Nicolae Tonitza”, Muzeul „Vasile Parvan” Bârlad, Vaslui
- 2016 - Diploma de merit, Bienala națională de artă „Ghe. D. Anghel”, Drobeta Turnu Severin, Mehedinți
- 2016 - Diploma de excelență, Muzeul Județean „Alexandru Stefulescu”, Gorj